# Weingut Julius Zotz

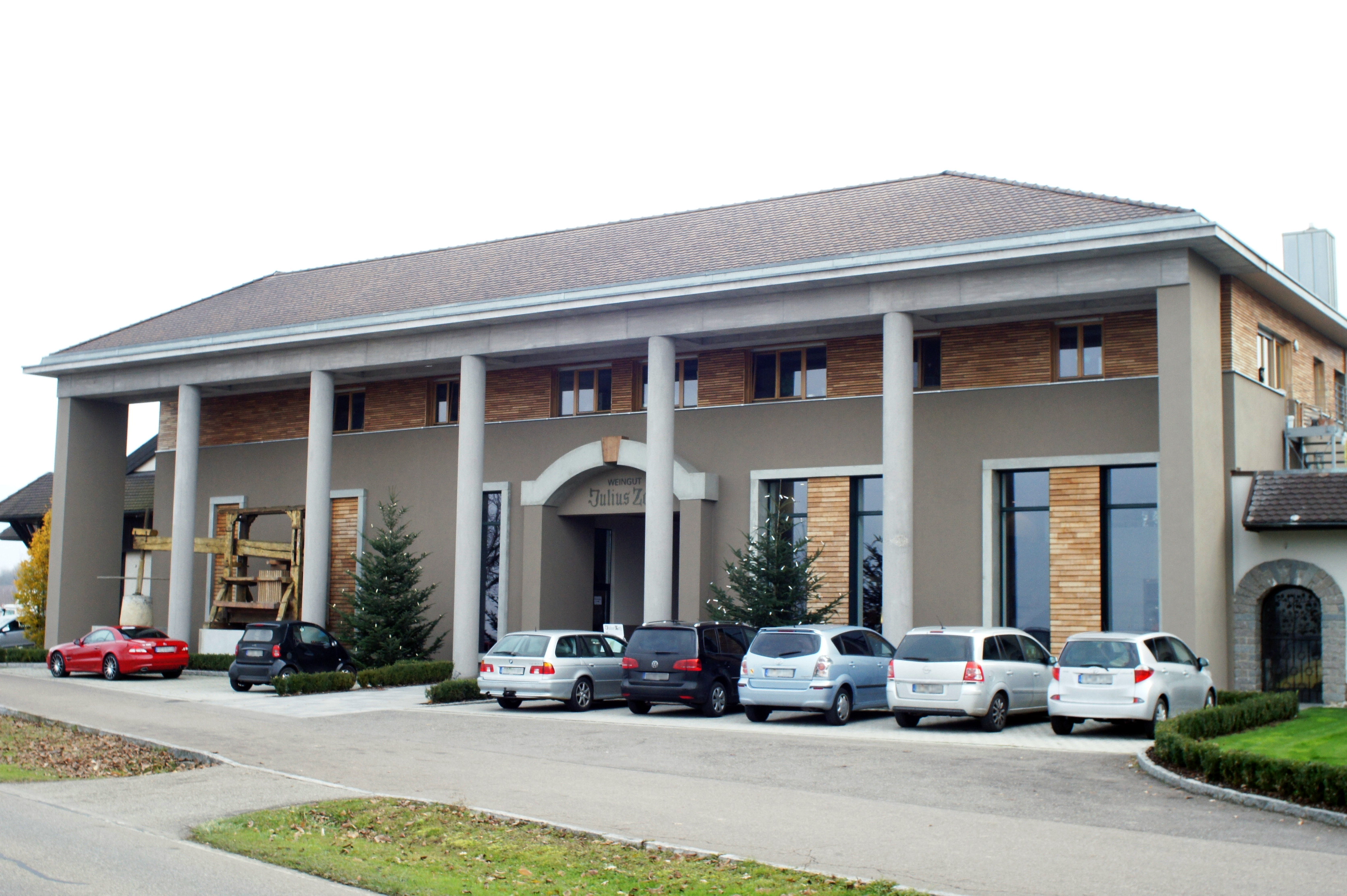
Weingut Julius Zotz

Das Weingut Julius Zotz ist ein Familienweingut im badischen Heitersheim, das mit etwa 95 Hektar Weinbergen zu den größten Familienbetrieben in Deutschland zählt.

## Geschichte
Eine Linie der Familie Zotz war 1804 aus Tirol nach Baden gekommen, wo Karl Zotz (1808–1894) im Jahr 1845 den östlichen Teil des Malteserschlosses von Heitersheim erwarb. Hier gründete er 1845 einen Weinbaubetrieb, der von seinem Sohn Julius Zotz (1840–1926) im Jahre 1865 mit der Eintragung ins Handelsregister offiziell gegründet, weitergeführt und nach diesem benannt wurde. Das heutige Weingut wurde erst um 1900 in unmittelbarer Nähe des Heitersheimer Malteserschlosses erbaut.
Das Schloss Heitersheim war von 1428 bis 1806 Sitz des Großpriorats des Malteserordens für Deutschland. Dieser Tradition entsprechend wurden die Weinberge rund um Heitersheim unter dem Lagennamen „Maltesergarten“ zusammengefasst. Hier bewirtschaftet das Weingut Zotz einen Großteil seiner Rebflächen.
Im Jahr 1977 erzeugte Martin Zotz mit dem „Gutedel Sekt extra brut“ den ersten Winzersekt Badens nach der Méthode traditionelle. Martin und Michael Zotz führen das Weingut in der 4. bzw. 5. Generation.

## Sortenspiegel
Das Weingut Zotz fokussiert sich beim Anbau überwiegend auf die klassischen Rebsorten in Südbaden. Gutedel, Weißburgunder, Grauburgunder und Spätburgunder machen über 80 % der Rebfläche aus. Daneben umfasst die Rebsortenpalette außer Müller-Thurgau geringe Mengen Riesling, Gewürztraminer, Muskateller, Nobling und neuerdings vermehrt französische Sorten wie Chardonnay, Sauvignon Blanc, Syrah, Merlot und Cabernet Sauvignon. Neben den etwa 50 Weinen produziert das Weingut Julius Zotz auch zahlreiche Winzersekte und Crémants im traditionellen Flaschengärverfahren, entalkoholisierten Sekt sowie diverse Edelbrände.

## Ökologische Ausrichtung
Die Weinberge des Weingut Zotz werden nach den Richtlinien des Landes Baden-Württemberg für den umweltschonenden Weinbau bewirtschaftet, wobei Bodenpflege, Nährstoffversorgung und Pflanzenschutz berücksichtigt werden.

## Auszeichnungen
- 2019
  - 1. Platz international beim Gutedel Cup mit dem 2018 Gutedel trocken >>Römerberg<<.
  - 1. Platz in der Hauptkategorie und bester Gutedel Deutschlands bei Mondial du Chasselas mit dem 2018 Chasslie trocken.
  - 1. Platz in der Kategorie „gehaltvolle, strukturierte Grauburgunder, trocken, ausdrucksstark und mit Burgunderprägung“ beim Grauburgunder-Preis für den 2018 Grauburgunder trocken >>Römerberg<<.
  - 2 Trauben (Aufsteiger) im Weinführer Gault&Millau.
- 2018: Bewertung mit einer roten Traube im Weinführer Gault&Millau.
- 2015: 3. Platz beim Deutschen Weingutpreis.[2]

- 2011: 1. Platz für den 2010 Grauburgunder Kabinett trocken beim Internationalen Grauburgunderpreis.

- 2008: Das Weingut hat im Jahr 2008 17 Gold- und 13 Silbermedaillen bei der Landesweinprämierung des Badischen Weinbauverbandes errungen.[3] Beim 12. Internationalen Gutedelcup 2008 wurde das Weingut für den besten trockenen Kabinettwein ausgezeichnet.[4]

- 2006: Grand Prix beim Deutschen Spätburgunderpreis für Spätburgunder „Maltesergarten“.[5]